# Верхнее Талызино
Верхнее Талызино — село в Сеченовском районе Нижегородской области, административный центр Верхнеталызинского сельсовета.
Расположено в 14 км к югу от села Сеченово и в 180 км к юго-востоку от Нижнего Новгорода.

## История
Основано в 1614 году, вошёл в состав Курмышского уезда Приказа Казанского дворца (до 1708 года), Казанской губернии (1708 — 1714, 1717 — 1719), Нижегородской губернии (1714 — 1717), Алатырской провинции Нижегородской губернии (1714 — 1717, 1719 — 1781), Симбирского наместничества / Симбирской губернии (1781—1921 годах) и Нижегородской губернии (1922 — 1923). 

## Население
| 2002 | 2010  |
| ---- | ----- |
| 1361 | ↘1224 |

## Известные уроженцы
- Заикин, Иван Михайлович — русский борец, авиатор, артист цирка.